# Històries reals
Històries reals (títol original: True Stories) és una pel·lícula estatunidenca dirigida per David Byrne, estrenada l'any 1986. És una pel·lícula musical dirigida en un estil documental decalat amb una banda sonora dels Talking Heads. Ha estat doblada al català.

## Argument
Un estranger visita una petita ciutat de Texas, els ciutadans de la qual es preparen a celebrar el 150è aniversari de la fundació. Troba diversos personatges de molta personalitat, sobretot Louis Fyne, solter de gran cor a la recerca de l'ànima bessona.

## Repartiment
- David Byrne: el narrador
- John Goodman: Louis Fyne
- Annie McEnroe: Kay Culver
- Spalding Gray: Earl Culver
- Swoosie Kurtz: Miss Rollings
- Pops Staples: Mr. Tucker
- John Ingle: el predicador
- Tito Larriva: Ramon
- Jo Harvey Allen: la mitòmana

## Rebuda
La pel·lícula va ser un fracàs comercial, informant només 2.545.000 $ als Estats Units.
Recull un 75 % de crítiques favorables, amb una nota mitjana de 6,4/10 i sobre la base de 16 crítics, en el lloc Rotten Tomatoes.